# Niko Čeko
Niko Čeko (Livno, 13 febbraio 1969) è un ex calciatore croato, di ruolo centrocampista.

## Biografia
Nato e cresciuto a Livno nell'aprile 1997 gli fu diagnosticato un tumore al testicolo e solo 7 giorni dopo gli fu trovato un linfoma che gli compromisero la carriera agonistica.

## Carriera

### Club
Mosse i primi passi nella squadra della città natia, il Troglav per poi tresferirsi a 14 anni nelle giovanili dell'Hajduk Spalato. 
Esordì con l'Hajduk Spalato il 17 febbraio 1996 nella partita di campionato contro il Rijeka. Con i Bili segnò 7 reti su 33 partite ufficiali ma il gol più celebre lo segnò da 30 metri il 28 aprile 1996 al Poljud, nel derby vinto per 3 a 2 contro la Dinamo Zagabria.

## Statistiche

### Cronologia presenze e reti in nazionale
| Cronologia completa delle presenze e delle reti in nazionale ― Croazia | Cronologia completa delle presenze e delle reti in nazionale ― Croazia | Cronologia completa delle presenze e delle reti in nazionale ― Croazia | Cronologia completa delle presenze e delle reti in nazionale ― Croazia | Cronologia completa delle presenze e delle reti in nazionale ― Croazia | Cronologia completa delle presenze e delle reti in nazionale ― Croazia | Cronologia completa delle presenze e delle reti in nazionale ― Croazia | Cronologia completa delle presenze e delle reti in nazionale ― Croazia |
| Data                                                                   | Città                                                                  | In casa                                                                | Risultato                                                              | Ospiti                                                                 | Competizione                                                           | Reti                                                                   | Note                                                                   |
| ---------------------------------------------------------------------- | ---------------------------------------------------------------------- | ---------------------------------------------------------------------- | ---------------------------------------------------------------------- | ---------------------------------------------------------------------- | ---------------------------------------------------------------------- | ---------------------------------------------------------------------- | ---------------------------------------------------------------------- |
| 8-7-1992                                                               | Adelaide                                                               | Australia                                                              | 3 – 1                                                                  | Croazia                                                                | Amichevole                                                             | -                                                                      | 70’                                                                    |
| 12-7-1992                                                              | Sydney                                                                 | Australia                                                              | 0 – 0                                                                  | Croazia                                                                | Amichevole                                                             | -                                                                      |                                                                        |
| Totale                                                                 |                                                                        | Presenze                                                               | 2                                                                      |                                                                        | Reti                                                                   | 0                                                                      |                                                                        |